# Rozděleni (Hvězdná brána: Hluboký vesmír)
Rozděleni (v anglickém originále Divided) je dvanáctá epizoda 1. řady americko-kanadského sci-fi seriálu Hvězdná brána: Hluboký vesmír.

## Děj
Chloe je na lodi mimozemšťanů, kde je vhozena do nádrže. Přichází k ní její matka a hledí na ní. Náhle se probudí a zjistí, že to byl jen další sen. Jde do jídelny, kde se setkává s Rushem, který jí poví, že na vnějším trupu Destiny je mimozemšťanské sledovací zařízení. Eli vezme KINO a jde ho najít. Když objeví stíhačku mimozemšťanů, vysílají raketoplán s plukovníkem Youngem a poručíkem Scottem, aby ji zničili. Podaří se, ale při návratu jim z neznámého důvodu nejdou zapojit kotevní svorky a loď brzy skočí do FTL. Toho využívá Rush, který převádí příkazy k ovládání Destiny do konzole v jedné výzkumné laboratoři a s ostatními civilisty chtějí odříznout vojáky a ostatní voj. personál od zbytku lodi. Převod ovšem přeruší kvůli záchraně Younga a Scotta. Poté uzavře s Wrayovou loď, oddělí téměř všechny vojáky od civilistů a přebírají velení na lodi. Příkazy ovšem nebyly převedeny všechny, vojákům totiž zbyl důležitý příkaz k podpoře života. Proto po nich chtějí Eliho, který jediný by uměl použít jejich výhodu. Eli se po svém vydání dozvídá od Rushe, že je ještě jedno sledovací zařízení v jeho hrudi. Vojáci mají plán, jak proniknout do uzavřené části lodi civilistů tak, žen projdou dírou, kterou vyřízli do lodi mimozemšťané. Když už tam skoro jsou, přilétají tři lodě mimozemšťanů a začínají palbu na Destiny. Vojáci opět přeberou kontrolu nad Destiny, a když zjistí, že Rush má v sobě sledovací zařízení, pošlou ho na operaci, aby to vyjmuli. Na operaci přichází, pomocí antických komunikačních kamenů v těle Chloe, doktorka ze Země. Kameny se však odpojí kvůli palbě Nakaiů. Operaci je tedy nucena provést TJ. Operace se podaří, ale začnou selhávat štíty. Loď naštěstí skočí do FTL. Civilisté se rozejdou do svých pokojů a Wrayová s Youngem se dohodnou, že se budou chovat, jako by se nic nestalo.